# Neobuxbaumia tetetzo
Neobuxbaumia tetetzo är en kaktusväxtart som först beskrevs av John Merle Coulter, och fick sitt nu gällande namn av Curt Backeberg. Neobuxbaumia tetetzo ingår i släktet Neobuxbaumia och familjen kaktusväxter. Inga underarter finns listade i Catalogue of Life.

## Bildgalleri

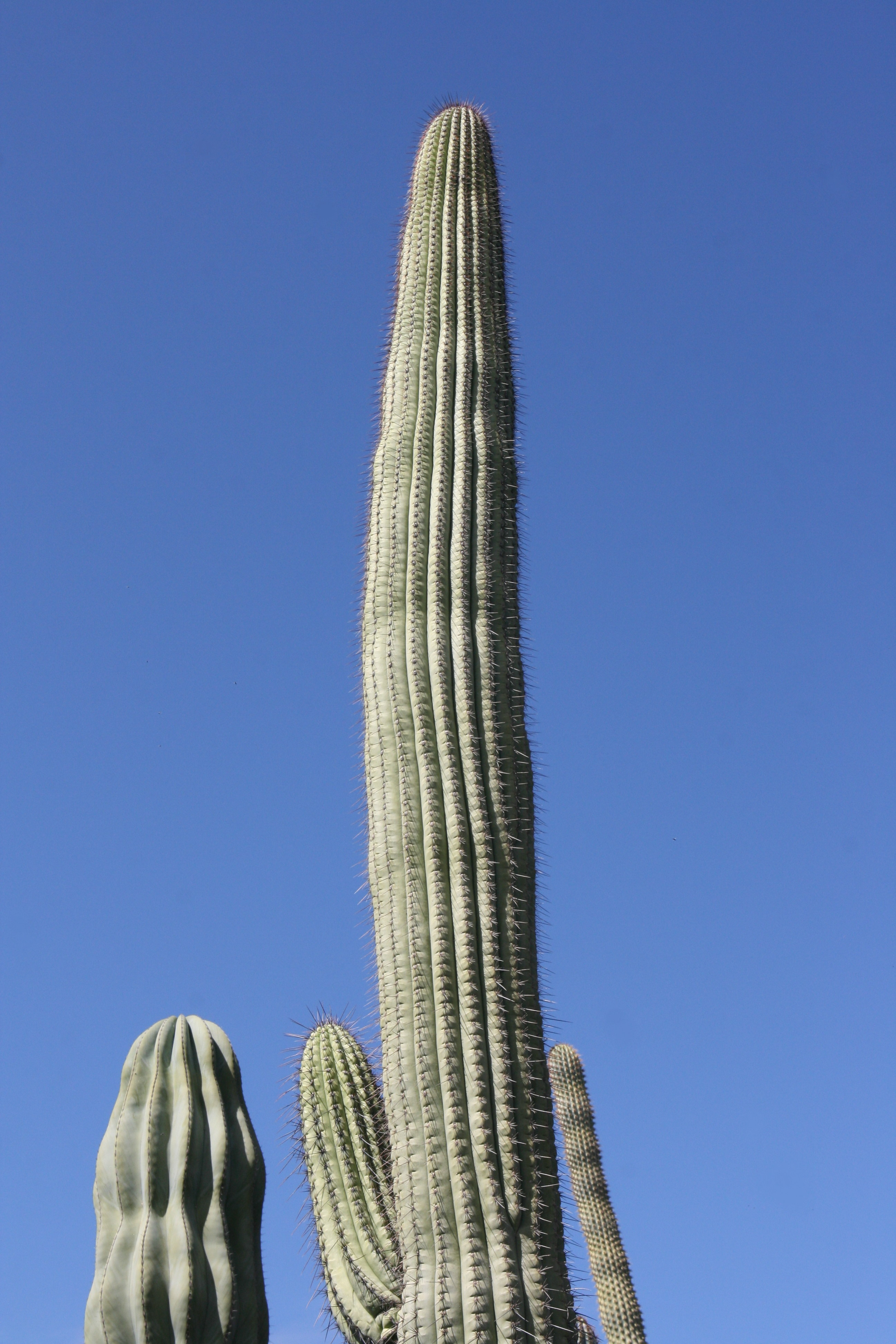